# The Silver Cord
The Silver Cord dvadeset i peti je studijski album australskog rock-sastava King Gizzard & the Lizard Wizard. Objavljen je 27. listopada 2023. Sadrži dvije odvojene skupine pjesama; u prvoj su skupini skraćene, a u drugoj proširene inačice istih pjesama. Prva skupina traje 28 minuta, a druga 88. Članovi sastava na uratku sviraju sintesajzere umjesto tipičnih rock-glazbala.

## O albumu
Dana 7. svibnja 2023. sastav je najavio dvadeset i četvrti studijski album PetroDragonic Apocalypse; or, Dawn of Eternal Night: An Annihilation of Planet Earth and the Beginning of Merciless Damnation. Basist Lucas Harwood izjavio je da je to prvi od dvaju nadolazećih albuma utemeljenih na konceptu „jina i janga”; dodao je da se „međusobno jako razlikuju”, ali i „da se nadopunjuju”. Članovi sastava snimili su The Silver Cord služeći se sintesajzerima i opremom za analogno snimanje.
Dana 12. rujna Joey Walker izjavio je da je album koji slijedi nakon PetroDragonic Apocalypsea „definitivno sintesajzerski”, a u prilogu za časopis Spin Jonathan Cohen usporedio ga je s albumom Butterfly 3000. Walker je dodao: „Možete ih usporediti na više načina, ali s obzirom na to da smo svi bili u istoj prostoriji i zajedno pisali [pjesme], po tome se iznimno razlikuje od Butterflya.” Skupina je službeno najavila album 27. rujna 2023. i izjavila je da će ga objaviti 27. listopada. Prednarudžbe su počele 12. listopada.
Dana 3. listopada prve tri pjesme s albuma („Theia”, „The Silver Cord” i „Set”) objavljene su kao jedan singl.

## Popis pjesama
| 1.    | »Theia«           | Stu Mackenzie, Michael Cavanagh, Cook Craig, Lucas Harwood, Ambrose Kenny-Smith, Joey Walker | 3:24 |
| 2.    | »The Silver Cord« | Walker, Mackenzie, Cavanagh, Craig, Harwood, Kenny-Smith                                     | 4:20 |
| 3.    | »Set«             | Mackenzie, Kenny-Smith, Cavanagh, Craig, Harwood, Walker                                     | 3:56 |
| 4.    | »Chang'e«         | Mackenzie, Cavanagh, Craig, Harwood, Kenny-Smith, Walker                                     | 3:46 |
| 5.    | »Gilgamesh«       | Craig, Mackenzie, Kenny-Smith, Cavanagh, Harwood, Walker                                     | 3:43 |
| 6.    | »Swan Song«       | Mackenzie, Kenny-Smith, Cavanagh, Craig, Harwood, Walker                                     | 4:25 |
| 7.    | »Extinction«      | Mackenzie, Cavanagh, Craig, Harwood, Kenny-Smith, Walker                                     | 4:40 |
| 28:14 |                   |                                                                                              |      |

| Inačica s proširenim pjesmama | Inačica s proširenim pjesmama    | Inačica s proširenim pjesmama | Inačica s proširenim pjesmama | Inačica s proširenim pjesmama | Inačica s proširenim pjesmama | Inačica s proširenim pjesmama | Inačica s proširenim pjesmama | Inačica s proširenim pjesmama | Inačica s proširenim pjesmama |
| Br.                           | Skladba                          | Trajanje                      |                               |                               |                               |                               |                               |                               |                               |
| ----------------------------- | -------------------------------- | ----------------------------- | ----------------------------- | ----------------------------- | ----------------------------- | ----------------------------- | ----------------------------- | ----------------------------- | ----------------------------- |
| 1.                            | »Theia – Extended Mix«           | 20:41                         |                               |                               |                               |                               |                               |                               |                               |
| 2.                            | »The Silver Cord – Extended Mix« | 12:45                         |                               |                               |                               |                               |                               |                               |                               |
| 3.                            | »Set – Extended Mix«             | 10:18                         |                               |                               |                               |                               |                               |                               |                               |
| 4.                            | »Chang'e – Extended Mix«         | 10:46                         |                               |                               |                               |                               |                               |                               |                               |
| 5.                            | »Gilgamesh – Extended Mix«       | 11:16                         |                               |                               |                               |                               |                               |                               |                               |
| 6.                            | »Swan Song – Extended Mix«       | 10:29                         |                               |                               |                               |                               |                               |                               |                               |
| 7.                            | »Extinction – Extended Mix«      | 12:28                         |                               |                               |                               |                               |                               |                               |                               |
| 88:44                         |                                  |                               |                               |                               |                               |                               |                               |                               |                               |

## Recenzije
| Zbirne ocjene | Zbirne ocjene |
| Izvor         | Ocjena        |
| ------------- | ------------- |
| Metacritic    | 70/100        |
| Recenzije     |               |
| Izvor         | Ocjena        |
| AllMusic      | [ 12 ]        |
| Clash         | 8/10          |
| Exclaim!      | 7/10          |
| Muzika.hr     | [ 15 ]        |

Dobio je uglavnom pozitivne kritike. Na Metacriticu, sajtu koji prikuplja ocjene recenzenata raznih publikacija i na temelju njih uratku daje prosječnu ocjenu od 0 do 100, uradak je na temelju devet recenzija osvojio 70 bodova od njih 100, što označava „uglavnom pozitivne kritike”.
Siniša Miklaužić dao mu je četiri i pol zvjezdice od njih pet u recenziji za sajt Muzika.hr izjavivši da „bez beda može stati uz bok najboljim radovima Kraftwerka, The Chemical Brothersa i sličnih”. Pišući za Glide Magazine, Ryan Dillon izjavio je da je riječ o „pažljivo oblikovanu umjetničkom djelu” te da je „riječ 'zarazno' preslaba da bi opisala ritmove” na uratku.
Jazz Hodge dao mu je osam bodova od njih deset u recenziji za časopis Clash izjavivši da je to „najčudniji album [sastava] do danas”. U osvrtu za Exclaim! Isabel Glasgow dala mu je sedam bodova od njih deset; izjavila je da „mnogo češće pogađa nego što promašuje” te da „možda nije najkvalitetniji album King Gizzarda”, ali da „najbolje oprimjeruje njegovu svestranost i težnju za uzbuđenjem”.
U manje naklonjenu osvrtu za AllMusic Tim Sendra dao mu je dvije i pol zvjezdice od njih pet izjavivši: „S vremena na vrijeme iz tih glazbenih pokusa proizlaze zlatni grumenčići iskričava elektroničkog blaga, ali otkrića najčešće nisu toliko vrijedna. Prečesto se događa da dosezi skupine nadmašuju njezinu sposobnost stvaranja nečega zanimljivog.”

## Zasluge
| King Gizzard & the Lizard Wizard - Ambrose Kenny-Smith – vokal, sintesajzer (Yamaha DX7, Moog Grandmother, Roland JX-3P), melotron - Michael Cavanagh – elektronički bubnjevi (Simmonsov sintesajzer za bubnjeve, Roland TD50X) - Cook Craig – sintesajzer (Roland Juno-X, Korg Poly-61, Yamaha DX7), gitarski sintesajzer (Casio DG-10), efekti (Boss DD-7, Rainbow Machine EarthQuaker Devicesa, Strymon BlueSky) - Joey Walker – vokal, glazbene petlje (Roland RC-505), sekvencer (Arturijin Keystep Pro), bubnjarski stroj (Roland TR-8), modularni sintesajzer (Mutable Instruments Plaits, Intellijel Quadrax, Happy Nerding FX Aid, Intellijel Metropolis, Befaco Hexmix, Intellijel Bifold, Make Noise Mimeophon, Make Noise Maths, Mutable Instruments Rings, Doepfer A-182-1 Switched Multiples, WMD Geiger Counter, Intellijel Quad VCA, ALM Pamela’s New Workout, Joranalogue Filter 8, Noise Engineering Basimilus Iteritas Alter, Music Thing Turing Machine, Eowave Quadrantid Swarm, XAOC Devices Belgrad Dual Peak Filter, Mutable Instruments Ripples, Instruo Cs-L Complex Oscillator) - Lucas Harwood – sintesajzer (Moog Matriarch, Moog Sub 37, Yamaha Reface DX, Roland SH-01A) - Stu Mackenzie – vokal, sintesajzer (Roland Juno-60, Casio SK-5, Moog Matriarch, Roland Juno-X), gitarski sintesajzer (Casio DG-1), Ableton Push 2, melotron, bubnjarski stroj (Roland TR-808), glasovir, efekti (Boss ME-50, Boss DD-3, Rainbow Machine EarthQuaker Devicesa, Strymon BlueSky, Dunlop Cry Baby); snimanje, miksanje, produkcija | Ostalo osoblje - Nico Wilson – tonska obrada - Laura Hancock – tonska obrada - Guus Hoevenaars – miksanje - Joseph Carra – mastering - Jason Galea – fotografija na naslovnici, dizajn, omot albuma |